# Cephalcia lariciphila
Cephalcia lariciphila är en stekelart som beskrevs av Wachtl 1898. Cephalcia lariciphila ingår i släktet granspinnarsteklar, och familjen spinnarsteklar. Det är osäkert om arten förekommer i Sverige.